# Ulica Tykocińska w Warszawie

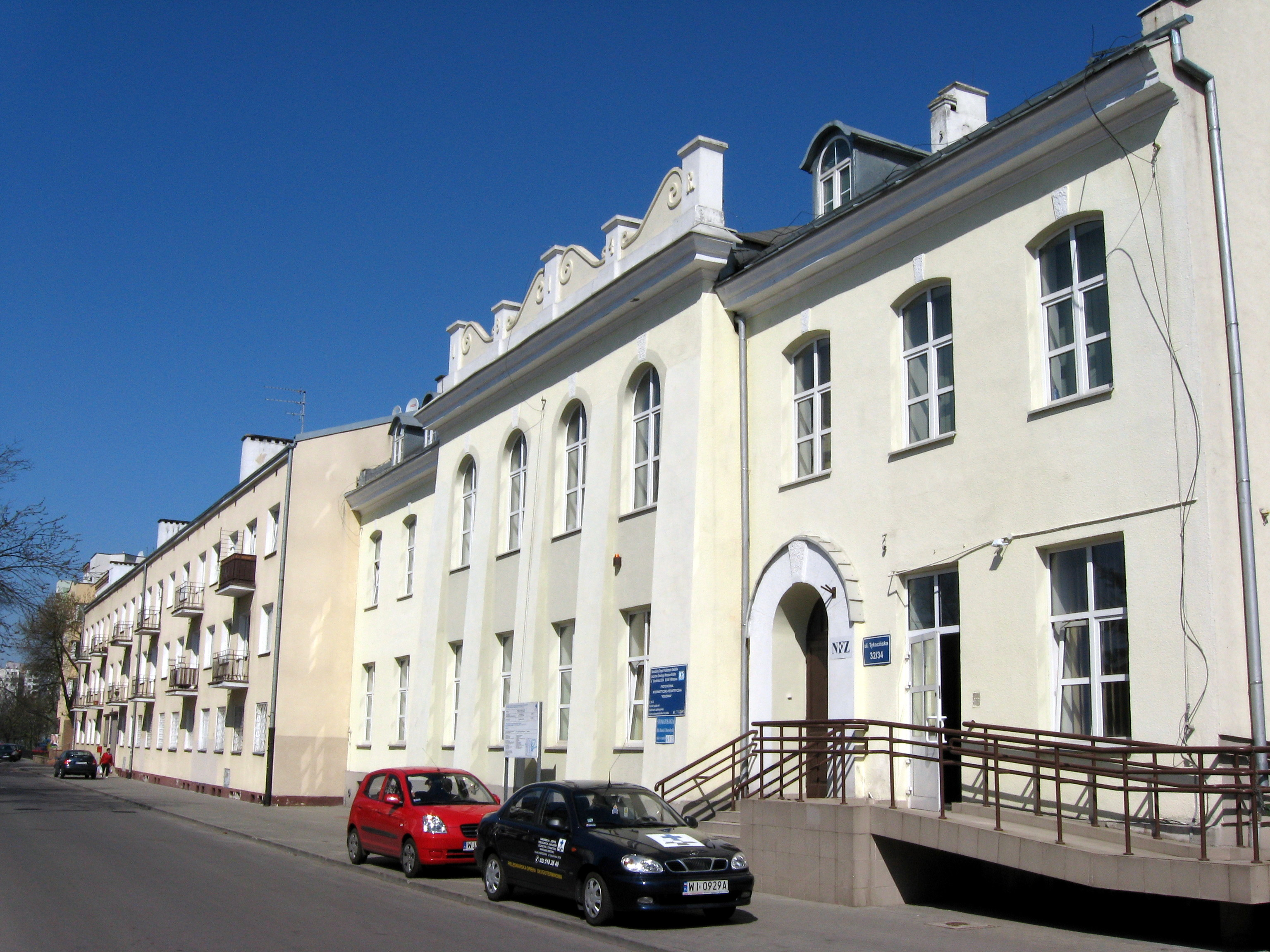
Ulica Tykocińska w stronę Pratulińskiej. Na pierwszym planie pod nr 32/34 budynek dawnego urzędu gminy Bródno

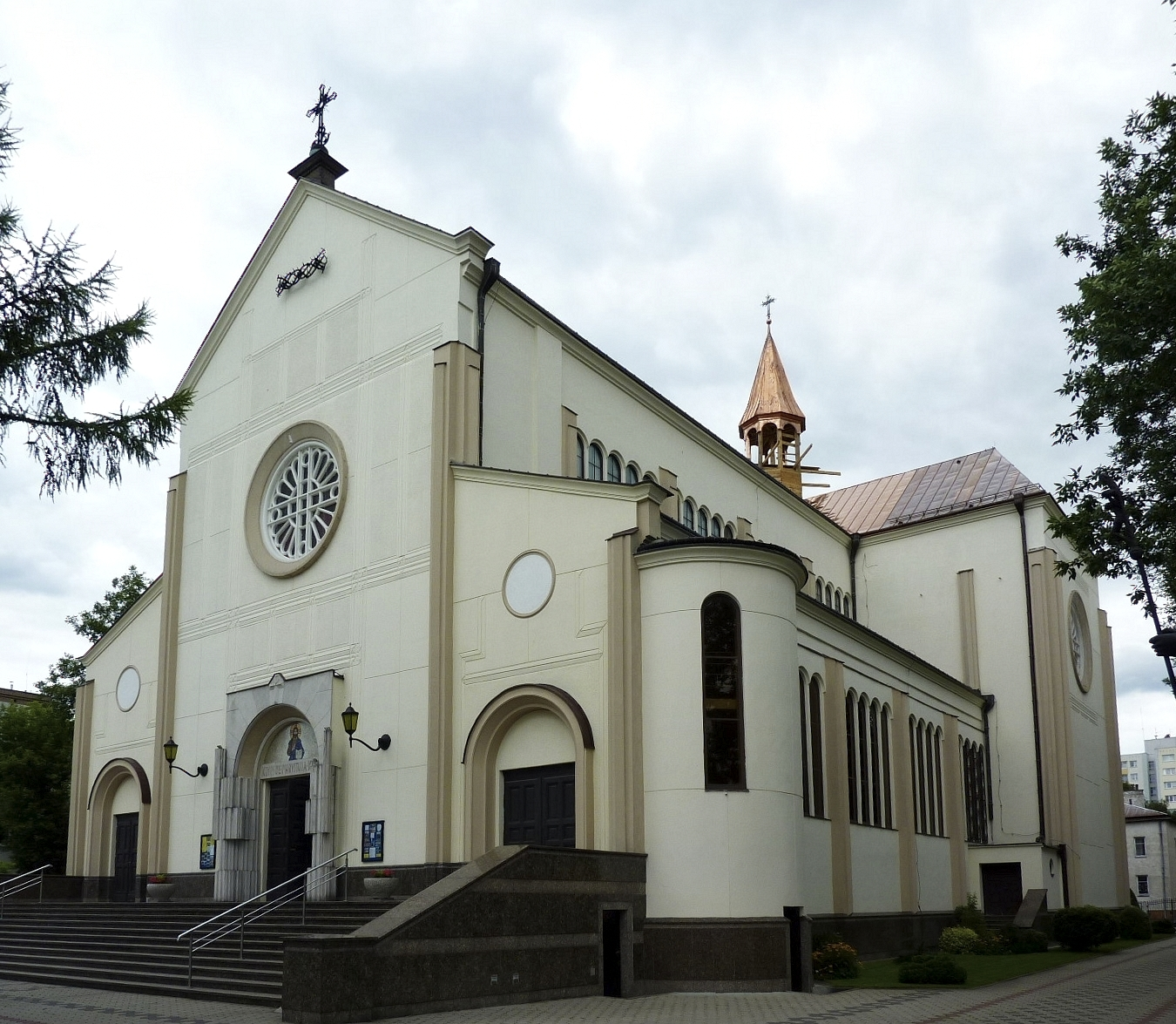
Kościół Chrystusa Króla przy ul. Tykocińskiej 27/35

Ulica Tykocińska w Warszawie – ulica Targówka Mieszkaniowego, biegnąca od ulicy Myszkowskiej do ulicy Pratulińskiej w Warszawie.

## Historia
Pierwotnie ulica nosiła nazwę Julianówka i była drogą przechodzącą przez kolonię o tej samej nazwie. Ich nazwa wywodziła się od imienia właścicielki, Julii (Julianny) z Krauzów, primo voto Wiśniewskiej, secundo voto Gradeckiej, tertio voto Krzeszewskiej (ok. 1825–1912). Była to wówczas typowa posiadłość ziemska, z czasem rozparcelowana na mniejsze działki. Przed I wojną światową w domu Krzeszewskich przy Julianówce mieściła się siedziba ówczesnej gminy Bródno. W 1914 roku przy ulicy wystawiono nowy, neorenesansowy gmach (obecnie nr 32/34), który pomieścił urząd gminy wraz z sądem grodzkim. Był to pierwszy, nie licząc zabudowań fabrycznych, murowany budynek na Targówku Mieszkaniowym. W rejonie dzisiejszych ulic: Tykocińskiej i Myszkowskiej istniała ponadto kolonia Pracówka, stanowiąca folwark rodziny Prackich, sprzedana w 1913 roku propinatorowi Szymonowi Eisenbergowi, a następnie Pinkasowi Pracowitemu.
Po przyłączeniu Targówka do Warszawy ulicę przemianowano na Julianowską. Obecna nazwa ulicy pochodzi od miejscowości Tykocin na Podlasiu i po raz pierwszy pojawiła się na planie Warszawy w 1920 roku. Międzywojenna Tykocińska była jedną z ważniejszych ulic Targówka, łączącą dwie główne arterie dzielnicy – Radzymińską i św. Wincentego. Do 1930 roku przy ulicy Tykocińskiej znajdowało się 18 nieruchomości, w 1939 roku 34. W 1930 roku pod nr 15 (część dawnej kolonii Pracówka) powstała willa architekta Bolesława Pietrusińskiego, która zapoczątkowała nowoczesną architekturę mieszkaniową w tej części dzielnicy. W tym okresie Roch Krzeszewski (1867–1951), były wójt gminy Bródno, wystawił po parzystej stronie ulicy kilka kamienic czynszowych. Ufundował również (wraz z trzecią żoną Florentyną) plac pod budowę kościoła Chrystusa Króla w nowo erygowanej parafii. Budowa świątyni rozpoczęła się w 1932 roku, ze względu na działania wojenne budowę zakończono dopiero w 1953 roku. Przy ulicy Tykocińskiej działało powołane około 1929 roku Towarzystwo Miłośników Targówka, któremu przewodniczył proboszcz parafii Chrystusa Króla ks. Jan Golędzinowski.
W okresie międzywojennym w domu nr 24 mieścił się XXIV komisariat Policji Państwowej.
W trakcie powstania warszawskiego w gmachu pod nr 32/34 działał punkt sanitarny II Rejonu 6-XXVI Obwodu Armii Krajowej.
W okresie powojennym, wraz z budową bloków mieszkalnych, ulicę Tykocińską znacznie skrócono, zachowując jedynie fragment jej środkowego odcinka. Ocalała również ukryta między blokami willa Pietrusińskiego, ze względu na zasługi właściciela przy odbudowie miasta. Wraz z likwidacją gminy Bródno w 1951 roku gmach urzędu został przekształcony w przychodnię zdrowia dla dzieci.

## W filmie
Ulica pojawiła się w 2 filmach: „Cafe Pod Minogą” (1959) i „Dyrygent” (1979).